# Salón Nichols
El salón Nichols es una gran edificación con forma de castillo situado en Kansas, Estados Unidos. Al comienzo del siglo XX, las dos principales necesidades del estado de la Universidad de Kansas fueron un pabellón de ganado y un gimnasio. El presidente de la Universidad, ER Nichols, presionó por la inversión de dinero para estos proyectos y el gimnasio fue bautizado como Salón de Nichols en su honor cuando se retiró en 1909.
El edificio siempre mantuvo un gimnasio, y dos piscinas en el sótano. Las piscinas estaban separadas entre hombres y mujeres hasta 1920, cuando las clases de natación se integraron. El edificio también fue utilizado para las ceremonias de graduación. La segunda estación de radio FM educativas en Kansas, KSDB-FM, se instaló en el edificio en 1949. La fuerza de la emisión inicial de la estación fue de 10 vatios, lo que fue apenas suficiente para cubrir la ciudad de Manhattan.

## Actualidad
El edificio alberga los estudios de comunicación, un teatro de danzas y el Departamento de Informática y Ciencias de la Información, terminado en 1985. Las oficinas principales de ambos departamentos en el edificio, así como una serie de aulas, laboratorios de investigación, estudios de danza, laboratorios de computación, y el Teatro de Nichols.